# Dorneburg genannt von der Lage

Wappen derer von der Lage im Wappenbuch des Westfälischen Adels

Die Dorneburg genannt von der Lage, auch Dorenborg oder Darenborch genannt, waren ein westfälisches Adelsgeschlecht. In alten Schriften findet man auch Doneborch genannt von der Laye. Das Geschlecht ist eines Stammes mit den Dorneburg gen. Aschebrock.

## Geschichte
Die Dorneburg gen. von der Lage stammen wie die Dorneburg gen. Aschebrock von Haus Dorneburg. Das Haus kam über die Heirat einer Erbtochter an den Heinrich von Brüggeney genannt Hasenkamp.
Im 14. Jahrhundert bildeten sich die beiden Linien von Aschebrock und von der Lage. Während die einen zu Mahlenburg und Rosthausen wohnten, lebten die anderen wahrscheinlich zu Wickede bei Dortmund, denn in einer Urkunde findet man: Johann von der Dorneburg, der „thu Wickede wonet“, hatte den Zehnten 1362 von Gobel Sonntag gekauft. Dieser taucht auch als Johann von der Lage in verschiedenen Urkunden zwischen 1355 und 1373 auf. 1388/89 nahmen die Brüder Dietrich und Goswin von der Lage an der Fehde gegen Dortmund teil.
1417 war ein Hermann von der Lage Hauskomtur zu Reval.
1426 besiegelt Hugo Dorneburg gen. von der Lage, Johanns Sohn, den Verbund der märkischen Ritterschaft.
1450 vermählt sich Hugo von der Lage gen. von der Dorneburg mit Karda, der Tochter von Arndt Hake und Karda von Bodrike. Seine Schwester Jutta heiratete seinen Schwager Wilhelm, welcher auch Wilhelm von Schaphusen genannt wurde.
Dietrich von der Lage war 1451–1459 Vogt von Soneburg (Sühneburg) in Masik, 1462–1470 Vogt zu Jerwen, 1470–1471 Komtur zu Reval. 1472–1480 Komtur zu Fellin, 1482 alter Komtur von Fellin, lebte in Lais und nahm 1457–1458 am Dreizehnjährigen Krieg in Preußen teil. 1472 bemühte sich dieser beim Hochmeister um die Aufnahme seines Bruders Cord in den Deutschen Orden, allerdings vergeblich.
Im Jahre 1479 wurde Cord von der Lage vom Limburger Grafen mit dem Haus und Hof zu Niederhofen im Amt Hörde und Kirchspiel Wellinghofen, 5 km von Dortmund, belehnt.
Johann von Wandthoff zog 1477 nach Livland und vermachte seinen Anteil an dem Rittergut Wandthoff (Wandhofen) bei Schwerte seiner Schwester Margaret, welche mit dem Conrad Dorneburg gen. von der Lage verheiratet war.
1481 bittet Hugo von der Lage die Stadt Reval, die Schulden eines Simon Vorste einzutreiben.
1535 heiratet ein Heinrich von Haus zum Haus die Margarete, Tochter von Hugo von der Dorneburg gen. von der Lage und Bela von Romberg. Ihre Eltern wohnten zu Gut Niederhofen und Wandhofen. Margaretes Schwester, Bilie (Bela) heiratete den Dietrich Voß zu Aplerbeck.
Im Jahre 1721 ist Johann Ernst von der Lage (*?; gest. 07.02.1736 in Glauchau) Regierungsdirektor/Konsistorialdirektor der Gesamtregierung des reichsunmittelbaren Grafenhauses Schönburg in Sachsen. Kursachsen lässt ihn auf seinem Rückweg von Verhandlungen in Wien in Plauen verhaften um Druck auf die Schönburger auszuüben. Schon 1740 verlieren die Schönburger ihre Reichsunmittelbarkeit und werden Teil von Kursachsen. Johann Ernst's Familie „von der Lage“ besaß nahe Markneukirchen im sächsischen Vogtland ein heute nicht mehr existierendes Rittergut (Breitenfeld?). Als Johann Ernst von der Lage 1736 in Glauchau verstirbt müssen seine Erben wegen ausstehender Soldzahlungen jahrelang gegen die Schönburger prozessieren.
Ein im Besitz des Museums Schloss Hinterglauchau befindliches Gemälde (Pastell) aus dem Jahre 1776 zeigt mutmaßlich Carl Christian von der Lage (Lebensdaten?) als Hauptmann der Gräflich Schönburgischen Schloßcompagnie, eines Wach- und Musizier-Regiments in Schloss Hinterglauchau.
Denn 1772 ist er als „Capitaine und Commandeur Sr. Hochgräfl. Gnad. Reichs- & Creyßmannschaft“ hier belegt, da er eine Denkschrift für eine verstorbene Gräfin von Schönburg verfasste.
Das Geschlecht derer von der Lage existiert heute noch (Stand: 2023).

## Wappen
Blasonierung: Gold über Blau geteilt, oben balkenweise gelegte schwarze Pferdepramme, unten drei (2:1) silberne Rosen. Auf dem gekrönten Helm mit blau-silbernen Helmdecken ein blaues Schirmbrett (oder Wedel?) mit fünf silbernen Rosen (3:2) belegt.
Das Wappen ist bis auf die Tingierung des unteren Felds identisch mit dem Wappen derer von Dorneburg genannt Aschebrock.